# Set de Nou
|  | Aquest article tracta sobre el personatge de ficció. Si cerqueu el castell, vegeu «7 de 9 amb folre». |

Set de Nou (nascuda Annika Hansen) és un personatge de ficció introduït a la sèrie de televisió de ciència-ficció estatunidenca Star Trek: Voyager. Interpretada per Jeri Ryan, és una antiga dron Borg que s'uneix a la tripulació de la nau estel·lar de la Federació Voyager. La seva designació completa de Borg era Set de Nou, Adjunta Terciaria de la Unimatrix Zero Un. Tot i que el seu nom de naixement va ser conegut pels seus companys de tripulació, després d'unir-se a la tripulació de la Voyager va optar per continuar sent anomenada Set de Nou, tot i que va permetre que "Set" s'utilitzés informalment.
Set de Nou es va introduir a l'estrena de la quarta temporada, "L’escorpí, Part II". El personatge va substituir Kes al repartiment principal, i tenia la intenció d'introduir un paper secundari a la capitana Kathryn Janeway, similar al paper que Spock interpreta per a James T. Kirk a Star Trek: La sèrie original. El personatge va aparèixer fins a l'episodi final, "Endgame". Històries relacionades amb la seva relació amb la capitana Janeway i amb el Doctor van aparèixer al llarg de la sèrie; alguns episodis, com ara "El corb", van explorar els seus antecedents i la seva vida anterior com a Annika Hansen abans que fos assimilada pels Borg.
Set de Nou, de nou interpretat per Ryan, també apareix a la sèrie Star Trek: Picard com a personatge recurrent a la primera temporada abans de ser ascendit a personatge regular durant la segona i tercera temporades.

## Càsting i rodatge
Després de la tercera temporada de Star Trek: Voyager, l'equip de producció va decidir que el personatge principal del repartiment, Kes, s'havia de treure de la sèrie. Es va decidir que la capitana Kathryn Janeway necessitava un personatge contrastat, i per això es va desenvolupar Set de Nou per ocupar aquest paper. Havia estat un element bàsic anterior de "Star Trek" tenir un personatge que pogués oferir una visió en tercera persona de la condició humana, exemples anteriors com ara Spock a Star Trek: La sèrie original, Data a Star Trek: La nova generació i Odo a Star Trek: Deep Space Nine. A més, els productors de Voyager havien estat disposats a fer un ús més gran dels Borg com a antagonistes recurrents a la sèrie, sobretot després de l'èxit del llargmetratge de 1996 Star Trek: First Contact.
Després de ser escollida, l'actriu Jeri Ryan va reconèixer que gairebé no havia vist Star Trek i que no tenia ni idea de què eren els Borg. Per preparar-la, els productors li van donar una còpia de Star Trek: First Contact i The Star Trek Encyclopedia el dia abans que hagués de fer la prova per al paper. Se li va dir específicament que no basés la seva actuació en la reina Borg de la pel·lícula, ja que era un "animal completament diferent i [ells] estaven creant alguna cosa completament nova". La seva experiència com a actriu fins a aquest moment havia consistit en pel·lícules per a la televisió, aparicions com a convidada i Dark Skies.
El seu procés d'audició va consistir en dues lectures per als productors abans que es demanés a Ryan que vingués a parlar del paper amb els productors executius, Jeri Taylor, Rick Berman i Brannon Braga. Després d'això, va fer una prova per a la cadena i li van dir que la seva opció havia estat escollida. Va comentar sobre la seva experiència d'unir-se a l'equip de la «Voyager»: «Va ser una mica incòmode, ja que el repartiment ja feia tres anys que estava junt. I un dels personatges originals s'estava escrivint pràcticament al mateix temps que m'afegien a mi. Però el repartiment va ser fantàstic i molt acollidor». Tot i que portava un maquillatge extens per a les seves primeres aparicions, inclòs un ocular que li queia quan somreia, el seu règim de maquillatge típic durava uns 45 minuts, amb la col·locació de l’aparell Borg sobre el seu ull trigant 15 minuts més. El seu pentinat normalment trigava tant com tot el conjunt.
En els anys següents, els guionistes de "Voyager" van escriure diverses trames que giraven al voltant de l'exploració de Set dels costats positius i negatius de la individualitat humana. La naturalesa cíborg del personatge es veu com un desafiament a les "concepcions simples de connexions/desconnexions entre cossos". Ryan va sostenir que el tema principal sobre Set era la "humanitat" i va afirmar que el seu personatge era fonamental per a l'èxit de la sèrie, perquè "portava conflicte a la sèrie, cosa que lamentablement li faltava. ... La tripulació de Voyager era només una gran família feliç". Després de l'addició de l'antic dron Borg a la tripulació de la nau estel·lar a l'inici de la quarta temporada de "Voyager", les audiències setmanals de la sèrie van augmentar en més d'un 60%. L'arribada de Ryan a la sèrie va anar acompanyada d'una campanya publicitària massiva en revistes de televisió i suplements de diaris. Ryan pensava que l'augment podria haver estat degut a l'aspecte del personatge, però va sostenir que aquests espectadors s'haurien mantingut gràcies al guió de la sèrie.
També va remarcar que "combinar qualitats no humanes amb una aparença humana atractiva", com en el personatge de Set, va ser una gran jugada dels productors. Va considerar que els guionistes van fer una bona feina en no pressionar el personatge perquè fos més humà i en fer que Set entrés en relacions a la sèrie. Ryan estava preocupada que pogués haver acabat sent "les aventures sexuals de Set a la Voyager". Pel que fa a la representació, va dir que "mantenir una cara seriosa" mentre mostrava emocions reprimides era un repte agradable. Quant a ella vestit ajustat d'una sola peça, Ryan va comentar que era extremadament poc pràctic i incòmode, però que valia la pena la recompensa d'interpretar un personatge com Set.
Tot i que Set es va presentar originalment com a contrapunt de la capitana Janeway, ambdues van resultar ser molt antagòriques, però es van guanyar respecte mutu amb el pas del temps. Ryan va descriure més tard això com una relació mare-filla a la sèrie, tot i que va dir que els guionistes havien aconseguit convertir el personatge en una adolescent més rebel. La inclusió de Set de Nou com a personatge principal de la sèrie juntament amb Janeway i el Doctor va ser criticada per altres actors. Robert Beltran, que va interpretar Chakotay, va sentir que el seu personatge, juntament amb Harry Kim, Tuvok i Neelix, estaven sent infravalorats. A mesura que s'acostava el final de la sèrie, Ryan va comentar que "li encantaria fer alguna cosa sense efectes especials ni goma enganxada a la cara, seria un bon canvi de ritme".
Després del final de Voyager, Ryan es va unir al repartiment principal de Boston Public, comparant el seu nou personatge de Ronnie amb Set de Nou, dient que "[Set] tenia totes aquestes emocions, simplement no se sentia còmoda expressant-les i no sabia realment com expressar-les; Ronnie, el meu personatge a Boston Public, se sent força còmoda expressant-les i és força lliure amb les seves expressions, crec. Així que serà molt divertit. Serà molt més lliure, pel que fa a l'estil d'actuació". Ryan va dir que tenia diversos episodis preferits de Set de Nou, incloent-hi "El regal", "El corb", "Reacció", "Caçadors", "Presa" i el dos episodis "El joc de matar".

### Problemes de vestimenta i rodatge
El seu vestit inicial, tal com es va veure a "L’escorpí" i a l'episodi següent, "El regal", mostrava Set de Nou com una Borg completa. Ryan va trigar unes dues hores i mitja a posar-se aquest vestit, però es va cometre un error en mesurar-lo en no tenir en compte les pròtesis que havia de portar per al paper. Això va tallar el subministrament de sang a través de la seva artèria caròtide, fent que es desmaiés en dues ocasions. Després que una infermera fos cridada dues vegades per subministrar oxigen, es va modificar el vestit per evitar que tornés a passar.
Un cop es van treure la majoria dels implants Borg al personatge, es va necessitar un vestit nou. Ryan va portar una granota platejada durant els primers episodis, cosa que el director Jesús Salvador Treviño va dir que durant el rodatge de l'episodi "El dia de l'honor" va causar problemes, ja que "gairebé qualsevol angle de càmera inevitablement acaba emfatitzant la seva sexualitat". Ryan va descriure el nou vestit com "una mica ajustat", i portava una peça semblant a una cotilla que donava l'aspecte de costelles mecàniques. Almenys una versió del vestit tenia la cotilla incorporada. Per tal de donar-li més alçada, les sabates que formaven part del seu vestit tenien talons de 10 cm d'alçada. En una entrevista del 2012, va dir que el vestit del dissenyador de vestuari Robert Blackman era una "proesa d'enginyeria", però que requeria una aturada de producció de 20 minuts si necessitava utilitzar el lavabo, ja que necessitava aquest temps més ajuda per posar-se'l i treure-se'l. Va dir que estava tan ajustat i s'ajustava a la figura que "ben podria haver estat pintura corporal". El llarg temps que trigava a utilitzar el lavabo va fer que l'actriu no begués cap líquid, cosa que al seu torn la va fer sentir malament.
Treviño va elogiar els canvis posteriors al seu vestuari per reduir la seva sexualitat, dient que "és molt més sensat, perquè encara és una persona atractiva, però després t'allunyes d'aquella cosa d'excitació que crec que és tan degradant no sols per al públic, sinó que és una mica degradant per al que tracta Star Trek".Les versions posteriors del seu vestuari encara requerien 20 minuts per començar a rodar, però Ryan va dir que eren molt més indulgents: "Amb el vestit platejat, si se’m posava la pell de gallina, es podia veure. El vestit marró és una tela més gruixuda i resistent. No és tan cenyit, així que no cal cenyir la cintura". Aquesta versió del vestit també va eliminar els ossos verticals del corset, cosa que va permetre a Ryan tenir més flexibilitat mentre el portava.
Una de les principals peces de tecnologia Borg que Ryan va continuar portant per al paper va ser el que va descriure com "Aquella coseta sobre el meu ull". Això es devia al fet que el terme que s'hi referia als episodis canviava segons els guionistes i l'episodi en si, va explicar que "De vegades, és és el meu implant cortical. De vegades, és el meu implant cranial. De vegades, és el meu implant ocular."

## Aparicions
Set de Nou va aparèixer a Star Trek: Voyager entre 1997 i 2001, i entre 2020 i 2023 a Star Trek: Picard.

### Antecedents
La història de Set de Nou es va explicar durant el transcurs de Star Trek: Voyager. Va néixer a la Colònia Tendara en data estel·lar 25479, filla dels exobiòlegs Magnus i Erin Hansen, i es deia Annika. Als quatre anys, la Flota Estel·lar va cedir als seus pares la nau de recerca USS Raven per ajudar-los a investigar la presència d'una espècie desconeguda a l'espai profund. Aquest viatge va durar tres anys, durant els quals es van trobar amb els Borg i, utilitzant un conducte transcurvatura, van seguir un cub fins al Quadrant Delta. El pare d'Annika va desenvolupar una tecnologia per permetre que la nau no fos detectada pels extraterrestres, i fins i tot per permetre'ls abordar la nau Borg; però després que una tempesta iònica colpegés la nau, els Borg van detectar la família i la van assimilar.
L'Annika va ser col·locada en una cambra de maduració Borg durant els següents anys, durant els quals es va unir al col·lectiu. Després d'això, va ser un dron Borg i va assimilar individus de diverses espècies, inclòs un membre de la tripulació de l'USS Melbourne a la Batalla de Wolf 359 en la data estel·lar 43989.1. Dos anys més tard, Set de Nou, juntament amb tres drons més, es van estavellar en un planeta i van ser separats del Col·lectiu Borg. Això va fer que les seves individualitats ressorgissin amb el temps, cosa que va fer que Set entrés en pànic a causa de la seva relativa inexperiència amb la individualitat; ella va prendre el control per la força dels altres drons en una ment col·lectiva temporal fins que els Borg els van trobar.

### Star Trek: Voyager

#### Unint-se a la tripulació a "L'escorpí"
Seven of Nine apareix per primera vegada a la segona part de "L'escorpí" al començament de la quarta temporada. Els Borg l'escollien per comunicar-se verbalment amb la capitana Janeway perquè junts puguin desenvolupar una arma per derrotar l'Espècie 8472. Després que un cub Borg es destrueixi per salvar la "Voyager", Set és transportaxº a bord de la nau de la Federació. Janeway resulta ferida, deixant Chakotay al comandament, però desconfia de Sef i dels Borg i, després de negar-se a treballar amb ella, envia la nau a l'espai fluïdic per obligar-los a desenvolupar l'arma. Just abans de fer-ho, Chakotay descomprimeix la bodega de càrrega, matant els Borg restants amb l'excepció de Set. Janeway es recupera i treballa amb Set i el Doctor per desenvolupar l'arma i derrotar un atac de l'Espècie 8472. Amb la seva aliança acabada, Set intenta assimilar la tripulació, però anul·len la seva connexió neuronal amb el Col·lectiu. Durant el següent episodi, "El regal", el Doctor extreu aproximadament el 70% dels implants Borg de Set perquè el seu cos comença a rebutjar la tecnologia un cop es talla la seva connexió amb el Col·lectiu Borg. Setn surt de la infermeria per ajudar a reparar la nau, i mentre treballa intenta comunicar-se amb el Col·lectiu, però Kes l'atura. És ingressada a la presó on ella i la capitana Janeway tenen una conversa de cor a cor. Després de la partida de la Kes, Set (ara restaurada pel Doctor a la seva aparença humana original) és reclutada per unir-se a la tripulació de la Voyager.
Seven entra immediatament en conflicte amb l'enginyera en cap B'Elanna Torres a "El dia de l'honor" i posa la Voyager en perill quan els Caatati roben el motor de curvatura i el retenen com a ostatge per obtenir subministraments i a la mateixa Set. En comptes d'això, construeix un generador de tori per alimentar la seva nau, que els Caatati accepten a canvi del nucli i per permetre el rescat de Torres i el tinent Tom Paris. A "El corb", Set, experimentant visions dels Borg i un corb, roba una llançadora i es dirigeix a l'espai proper dels B'omar. Els extraterrestres no permeten que la Voyager entri al seu espai, però Tuvok i Paris creuen la frontera en una altra llançadora i els persegueixen. Tuvok es teletransporta a la llançadora de Set, on explica que està seguint una balisa localitzadora. Es dirigeixen a un planeta on les restes de l'USS Raven s'han estavellat a la superfície. Es transporten cap avall i Set la reconeix com la nau dels seus pares. Els B'omar ataquen, però la "Voyager" els ajuda i la tripulació marxa. Janeway li diu a Set que els registres de recerca dels seus pares són als bancs de dades de la nau; Set respon que potser els llegirà algun dia.
Després d'un temps, Set comença a preguntar-se per què la capitana Janeway continua contactant amb espècies alienígenes mentre viatgen de tornada a la Terra, ja que sovint això provoca incidents. Janeway explica que el propòsit de la «Voyager» és l'exploració i que continuarà aquesta missió malgrat qualsevol problema que pugui sorgir. Mentre treballa en astrometria, Set detecta una antiga plataforma de comunicacions alienígena que es connecta fins a les fronteres de l'espai de la Federació. Això resulta en la primera comunicació reeixida amb la Flota Estel·lar des que la «Voyager» va quedar encallada al Quadrant Delta, tot i que també provoca la ira d'una raça alienígena en el primer contacte; els Hirogen havien reclamat la plataforma de la seva propietat. Posteriorment, la tripulació rep missatges de casa a través de la matriu, però la nau torna a ser amenaçada pels hirogen. Tuvok i Set es transporten a bord de la matriu per accelerar la descàrrega dels missatges, però són capturats i torturats pels extraterrestres. Són rescatats per la «Voyager», però el sistema de comunicacions queda destruït. Quan la tripulació troba un membre de l'Espècie 8472 que està sent caçat pels Hirogen, Set es mostra reticent a ajudar el seu antic enemic, ja que això posaria la nau en risc de ser destruïda pels Hirogen. Quan els Hirogen amenacen la «Voyager», Set desobeeix l'ordre de Janeway i transporta l'alienígena a bord d'una nau Hirogen. En resposta, la Capitana la castiga restringint el seu accés a l'ordinador i la confina a la bodega de càrrega on està instal·lada la seva unitat de regeneració Borg.

A "Records", el Doctor accidentalment fa que Set revisqui records reprimits de quan era Borg. Ella confereix aquests records a un extraterrestre que acaba de conèixer, i les autoritats locals demanen la seva detenció. La tripulació s'adona del que ha passat, però ell mor abans que se li pugui dir que és innocent. Durant els esdeveniments de "El joc de matar", on els Hirogen prenen el control de la "Voyager" i col·loquen la tripulació a la holocoberta per practicar la caça, a Set li renta el cervell perquè cregui que era una cantant de club francesa durant l'ocupació nazi de França. És la primera membre de la tripulació a qui el Doctor li restaura la memòria, i ajuda a Janeway a aconseguir una treva amb els Hirogen. Janeway i Set discrepen una vegada més a "La directriu Omega" sobre què fer quan la nau detecta partícules Omega inestables a prop. La capitana vol destruir-les seguint les ordres permanents de la Flota Estel·lar, mentre que Set intenta aprofitar-les, ja que els Borg consideren que les partícules són gairebé perfectes. Més tard, Set ha de fer front a una sèrie d'al·lucinacions i solitud mentre ajuda la tripulació a creuar una nebulosa plena de radiació a "Una". Aquesta experiència fa que busqui la companyia d'altres membres de la tripulació amb més freqüència. Les seves sospites sobre Arturis es demostren correctes a "Esperança i por" quan es revela que buscava venjança contra la tripulació de la Voyager per la seva aliança anterior amb els Borg creant un fals USS Dauntless i intentant portar-los de tornada a l'espai Borg on serien assimilats.

#### Relacions
Uns quants episodis tracten la vida romàntica de Set, que és limitada a causa de l'efecte sobre les seves emocions d'haver format part dels Borg. En un moment donat, li proposa a Harry Kim, però ell la rebutja. Més tard, amb l'ajuda del Doctor, intenta sortir amb altres tripulants sense èxit, mentre que més tard explora relacions íntimes amb un holograma de Chakotay. Finalment, a "Endgame" està involucrada en una relació romàntica amb Chakotay que inclou almenys tres cites i un primer petó. En una línia de temps alternativa, es van casar abans de la seva mort, i, en una altra, ella mor juntament amb la resta de la tripulació de la Voyager ("Timeless").
Set té la seva primera experiència de maternitat en certa manera quan, a l'episodi "Drone", un accident de transportador combina les seves nanosondes amb l'holoemissor del Doctor. Això resulta en la creació d'Una, un Borg amb tecnologia del segle XXIX, a qui Set ajuda a adaptar-se a la vida a bord de la Voyager. Una sacrifica la seva vida per destruir una esfera Borg i protegir la nau, morint davant d'una Set emocionada. En el futur alternatiu que es mostra a "Timeless", Set de Nou i la gran majoria de la tripulació de la Voyager són morts. Usant un transmissor temporal Borg, Chakotay i Harry Kim aconsegueixen enviar informació enrere en el temps a Set per evitar la destrucció de la nau. Es revela una mica més de la història Borg de Set quan, a causa d'un dispositiu Borg modificat plantat per una espècie alienígena, comença a exhibir els records d'algunes de les persones que ha assimilat. Després que B'Elanna Torres desactivi el dispositiu, Set torna a la normalitat.
Mentre investiga una esfera Borg danyada a "Dark Frontier", Set sent la veu del col·lectiu una vegada més i es nega a tornar a Voyager. En comptes d'això, és portada de tornada a l'espai Borg on es troba amb la Reina Borg, que revela que l'establiment de Set com a individu formava part d'un pla per utilitzar els seus records per permetre als Borg assimilar la humanitat. La Reina primer fa que Set ajudi en l'assimilació d'una nova espècie i, després d'alguna desobediència, fa que treballi en nanosondes dissenyades per assimilar humans. Set descobreix que el seu pare està assimilat i es manté com un dels drons personals de la Reina. Mentrestant, la "Voyager" està treballant en un pla per rescatar-la i, utilitzant el "Delta Flyer", s'acosta prou a la nau perquè la capitana Janeway pugui transportar-la a bord. Set i Janeway treballen juntes per escapar de la Reina i robar tecnologia que redueix la seva distància a la Terra en 15 anys. Més tard intenta desenvolupar la seva experiència romàntica, treballant amb el Doctor a l'episodi "Someone to Watch Over Me".
Es veu involucrada en una trama de viatge en el temps una vegada més quan el capità Braxton de la nau del temps de la Federació USS "Relativity" la treu del flux temporal per ajudar a evitar la destrucció de la Voyager. El viatge té efectes en el seu cos i mor, cosa que provoca que una versió anterior sigui treta del temps. Durant la investigació, es descobreix que va ser el mateix Braxton qui va plantar una bomba a la nau i, juntament amb la tripulació de la Relativity, la capitana Janeway aconsegueix detenir Braxton abans que ell planti el dispositiu. Set es troba amb tres antics Borg amb els quals havia format un mini-col·lectiu després que la seva nau d'exploració s'estavellés en un planeta; on els altres tres van ser assimilats com a adults, l'assimilació infantil de Set la va fer entrar en pànic en ser separada del Col·lectiu i enfrontar-se a una individualitat que no sabia com afrontar.  Ella els va imposar aquest col·lectiu perquè s'estaven convertint en individus, cosa que ha fet que el trio mantingui una connexió mental fins i tot després de la seva eventual desconnexió de la resta dels Borg. Durant el transcurs de "Survival Instinct", l'enllaç es rescindeix, fent que es predigui que cadascun dels antics Borg morirà en un mes.

### Star Trek: Picard
Set de Nou va aparèixer com a personatge recurrent a la primera temporada de Star Trek: Picard, i com a membre principal del repartiment a la segona temporada. A «Picard», ambientada més de vint anys després del final de «Voyager», Set és membre dels Fenris Rangers, una organització de manteniment de la pau activa prop de l'antiga Zona Neutral romulana. Ryan assenyala que la seva interpretació és «molt més humana» i ha desenvolupat una nova cadència de parla per reflectir les dues dècades que el personatge ha viscut a l'espai de la Federació.
L'any 2386, nou anys després que l'USS Voyager tornés a la Terra, el fill subrogat de Set, Icheb, va ser segrestat per recol·lectors Borg. Set va intentar rescatar-lo, però va arribar massa tard i el va trobar mortalment ferit. Icheb va morir als braços de Set després que ella accedís a la seva petició de matar-lo per misericòrdia.
L'any 2399, Set es troba amb Jean-Luc Picard i la tripulació de La Sirena de camí al planeta Freecloud. Set ajuda Picard en el seu intent de rescatar el Dr. Bruce Maddox de Bjayzl, una dona de negocis criminal, oferint-se com a recompensa. Es revela que les veritables intencions de Set són matar Bjayzl, que va ser responsable de la mort d'Icheb. Picard creu que és capaç de convèncer Set de no matar Bjayzl, i tornen a La Sirena amb Maddox. Ella i Picard parlen de la seva dificultat mútua per recuperar la humanitat després de ser assimilats pels Borg, i ella desembarca amb el pretext de tornar a unir-se als Rangers, però en realitat es transporta de tornada a la superfície i vaporitza Bjayzl.
Set arriba a l'Artefacte, un cub Borg inhabilitat capturat pels romulans, després de ser convocat pel company d'en Picard, Elnor. Per salvar l'ex-Borg a bord de l'execució a mans dels Romulans, es connecta temporalment al cub dins de la cel·la reina, assumint el paper de reina Borg. Ho fa tot i la preocupació per mantenir el control:
"Set de Nou: Assimilar-los? Envair les seves ments? Suprimir les seves identitats, esclavitzar-los? De nou?
"Elnor: Els podràs alliberar quan guanyem.
"Set de Nou: No voldran ser alliberats. I jo... potser no els voldria alliberar."
Malgrat les seves preocupacions, Set aconsegueix desconnectar-se després que les forces romulanes hagin estat expulsades del cub, afirmant que "Annika" encara té feina per fer. Ella porta el cub al món natal de Soji, Coppelius, per ajudar Picard, però s'estavella a la superfície després de ser inutilitzat per les defenses planetàries. Quan l'armada romulana arriba al planeta per destruir els sintètics, l'agent romulana Narissa intenta accedir a les armes del cub per destruir "La Sirena", però Set l'empeny per una cornisa. Després que l'armada romulana sigui repel·lida, Set s'uneix a la tripulació de "La Sirena" i se la veu agafada de la mà amb la companya de Picard, Raffi.
Set torna a la segona temporada, on és la capitana de La Sirena després que Rios hagi tornat a la Flota Estel·lar, i té una relació amb Raffi. Quan Q l'envia a ella i a altres persones de tornada a una línia temporal canviada, on mai va ser assimilada i és la presidenta Annika Hansen de la "Confederació de la Terra" amb seu a la Terra, s'uneix a la tripulació de "La Sirena" en un viatge en el temps fins al 2024 per evitar que Q creï la línia temporal alternativa i gaudeix de no tenir elements Borg per primera vegada des que tenia sis anys. Set i Raffi intenten trobar la misteriosa Vigilant i acaben rescatant Rios dels agents de l'ICE després d'estar involucrats en una persecució de cotxes. Més tard, ajuda a protegir i vigilar Renée Picard, que és el centre de les maquinacions de Q. Ella i Raffi busquen Jurati i descobreixen que lentament s'està convertint en una nova Reina Borg. En una lluita entre soldats Borg, exmercenaris, Adam Soong i l'entitat Jurati/Reina Borg, és parcialment reassimilada per salvar la seva vida, després que Jurati pugui recordar a la Reina Borg el seu afecte per Set. També es revela que després que la "Voyager" tornés a la Terra, Set va intentar unir-se formalment a la Flota Estel·lar, però va ser rebutjada a causa dels seus implants Borg. L'almirall Janeway va amenaçar amb dimitir de la Flota Estel·lar, però Set va abandonar la seva petició i es va unir als Fenris Rangers. Al final de temporada, quan són enviats de tornada a la seva pròpia línia temporal, Picard dóna a Set una comissió de camp, i ella pren el comandament de l'USS "Stargazer".
A la tercera temporada, Set, amb suport de Picard i Janeway, ha continuat sent un oficial de la Flota Estel·lar amb el rang de comandant. És assignada com a primera oficial de l'USS Titan-A, la successora de la nau que William Riker va comandar durant molts anys. La transició no ha estat fàcil, ja que el seu capità, Liam Shaw, no confia en ella a causa del seu passat Borg i insisteix que utilitzi el seu nom humà. A l'episodi final de Star Trek: Picard, Tuvok ascendeix Set de Nou al rang de capità, revelant que Shaw li havia donat una recomanació entusiasta per al comandament malgrat la fricció entre ells. Set rep el comandament de l'USS Enterprise (NCC-1701-G), amb la comandant Raffi Musiker com a primer oficial i l'alferes Jack Crusher II com a conseller. Se la veu per última vegada a punt de rebre el seu primer comandament com a capitana de l'"Enterprise".

### Novel·les, còmics i videojocs
Després del canvi de les propietats dels còmics de "Star Trek" a WildStorm, el primer còmic que es va publicar va ser "Star Trek: Voyager - False Colors". Això va incloure Set de Nou en un paper destacat, mentre la tripulació investiga el que sembla ser una nau Borg.
Set de Nou ha aparegut als còmics de Star Trek, com ara a Star Trek: The Next Generation – Hive d'IDW Publishing. També ha continuat sent un personatge principal en el rellançament de la novel·la Voyager.
Algunes de les novel·les que destaquen en Set de Nou inclouen Seven of Nine de Christie Golden, No Time Like the Past de Greg Cox, Shadow de Dean Wesley Smith, The Nanotech War de Steven Piziks, The Farther Shore de Christie Golden, i Before Dishonor de Peter David. També hi ha un llibre de guions amb sis episodis de televisió anomenat "Becoming Human: The Seven of Nine Saga".
El primer videojoc en què va aparèixer el personatge de Set de Nou va ser "Star Trek: Voyager – Elite Force". Tot i que la resta del repartiment principal va posar veu als seus personatges, Jeri Ryan no va posar veu a Set. En canvi, el personatge va ser doblat per Joan Buddenhagen, amb el paquet de veu de Ryan afegit juntament amb una expansió al joc. També es va posar a disposició com a descàrrega gratuïta per a aquells que no van comprar el paquet d'expansió. Jeri Ryan també ha posat veu al personatge a l'expansió Delta Rising de Star Trek Online, un videojoc de rol massiu (MMORPG). El joc està ambientat més enllà del final de la sèrie original "Voyager", i la història situa Set a bord de l'USS "Callisto" com a assessor científic de la flota de la Federació, que torna al Quadrant Delta. Quan se li va preguntar sobre el seu retorn com a Set per al joc a la convenció Destination "Star Trek" 3 a Londres, Anglaterra, Ryan va dir que "Va ser divertit, sorprenentment divertit, li quedava com un vell parell de sabatilles".

## Recepció

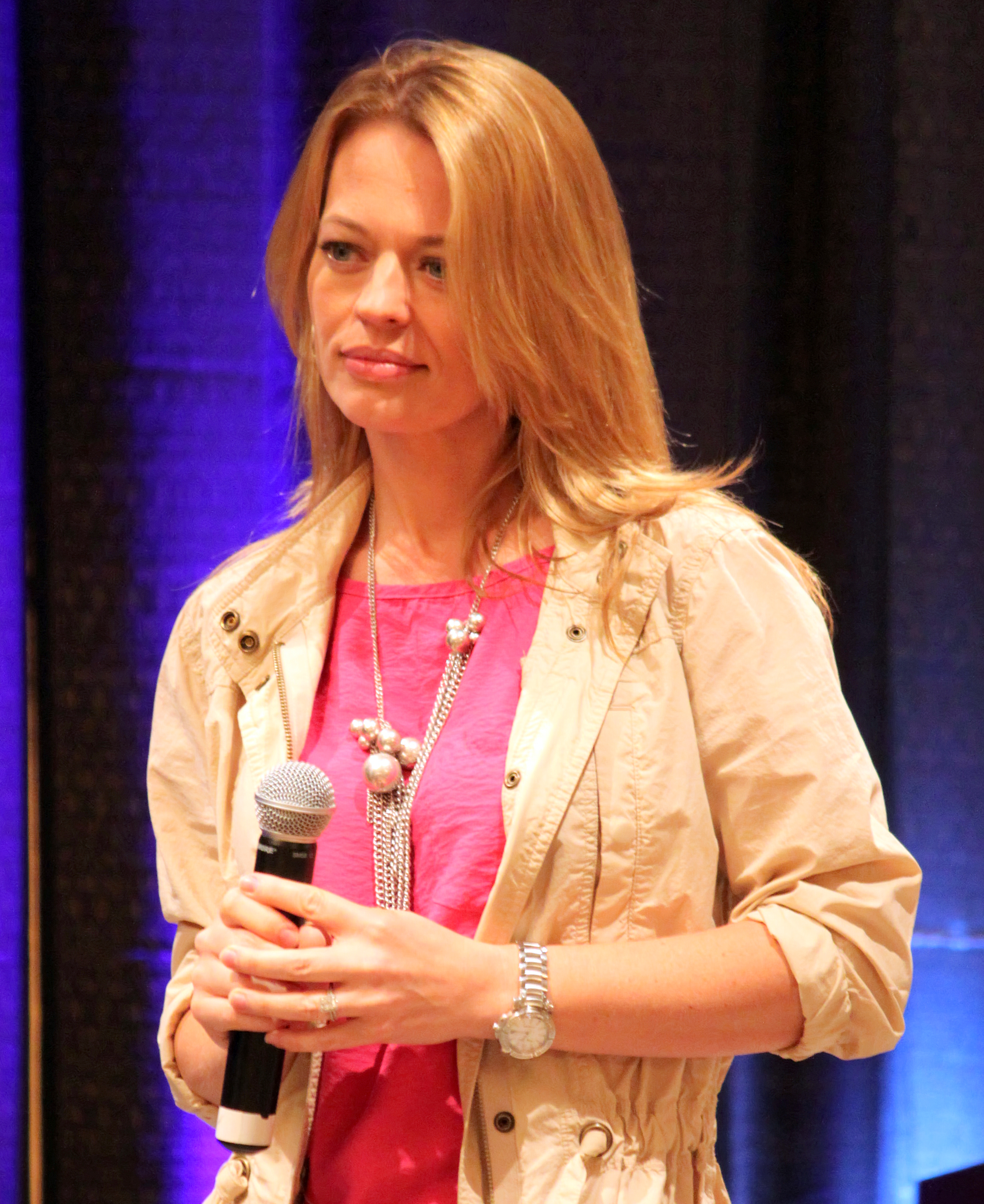
Jeri Ryan, apareix a la Convenció Star Trek Creation el 2010

La reacció inicial dels fans va ser mixta, amb alguns acusant la sèrie d'afegir-la per atraure més públic masculí d'entre 18 i 35 anys, cosa que Braga va negar. La vestimenta del personatge, nombrosos catsuits ajustats amb distintius línies de costelles i un coll alt i rígid, va ser criticada pel veterà escriptor/productor de "Star Trek" Ronald D. Moore, que va considerar que hauria de tenir una aparença més semblant a la dels Borg. El seu conjunt també va molestar alguns que van considerar que era un intent dels creadors de la sèrie de fer-la sexualment atractiva per a alguns espectadors, sense cap propòsit argumental. Keith DeCandido de Tor.com va criticar el pentinat i el vestuari "per raons que no tenen absolutament res a veure amb el personatge i tot a veure amb factors externs", però que l'actuació de Ryan aconsegueix elevar les coses i donar a Set un viatge convincent. Ryan es va sorprendre per la reacció immediata dels fans a Internet, ja que hi havia un lloc web complet dedicat a ella, creat només sis dies després del seu càsting.
Ziauddin Sardar va dir al New Statesman que la seva aparició a Voyager "va restaurar el motor de curvatura" a la sèrie, resultant en una "nota triomfal" per a l'inici de la temporada següent. Mentrestant, Ian Spelling escrivint a la revista Starlog el 1998 va dir que la introducció de Set va ser "només la puntada de peu a l'asteroide que la Voyager necessitava."
Rob Owen, del Chicago Sun-Times, va dir que la majoria del repartiment de la Voyager "mancava de profunditat", amb l'excepció de Set, el Doctor i la Capitana Janeway. Al final de la sèrie, Set va ser descrit com el "membre del repartiment més fascinant" i la "primera bomba autèntica de Star Trek des de Uhura" per Frank Ahrens a The Washington Post.
El 2009, IGN va classificar Set de Nou com el 12è millor personatge de Star Trek en general. El 2012, Paste va qualificar Set de Nou com el cinquè millor personatge de tots els Star Trek. El 2016, Screen Rant va qualificar Set de Nou com el desè millor personatge de "Star Trek" en general. Destaquen la lenta recuperació del personatge després de ser víctima dels Borg. El 2018, CBR va classificar Jeri Ryan, que interpreta Set de Nou, com el 14è millor actor de la franquícia Star Trek.
Askmen.com va classificar Set de Nou com la quarta dona més atractiva del gènere de ciència-ficció, incloent-hi cinema i televisió. El 2011, Set de Nou va ser classificada com la segona dona més sexy de la televisió de ciència-ficció. El 2017, Screen Rant va classificar Set de Nou com la quarta persona més atractiva de l'univers Star Trek. CBR va classificar Set de Nou com el "15è personatge femení més ferotge" de l'univers Star Trek. El 2019, Set de Nou va ser classificat com el quart personatge de Star Trek més sexy per SyFy.

### Temes
Els episodis inicials posteriors a la introducció de Set de Nou mostraven la capitana Janeway imitant les accions dels Borg mentre rebutjava la petició de Set de ser retornada al col·lectiu. També es va suggerir que segrestar Seven seria un escenari d'"amor dur" amb Janeway prenent el lloc de la mare de Set, mentre que el Doctor es feia passar per seu pare. Va ser aquesta nova relació familiar la que més tard va fer que la Reina Borg modifiqués les seves tàctiques per reassimilar Seven a l'episodi "Dark Frontier", simulant una relació mare-filla. La relació entre el Doctor, Set i Janeway també es va comparar amb Pigmalió que mostra Galatea amb Venus de la manera que el Doctor va rehumanitzar Set durant els esdeveniments de "El regal".
Set va ser rebuda com un dels personatges de la «Voyager» que va ocupar un paper semblant al de Spock, juntament amb Tuvok, amb la seva aparença "rossa explosiva" equilibrada per "intel·ligència, audàcia, racionalitat i una notable manca d'interès pel sexe oposat".
La sexualitat del personatge també es va qüestionar després de la seva presentació. El personatge va construir una base de fans entre la comunitat LGBT que va resultar en una petició en línia per tal que es descobrís que era lesbiana. A The Scotsman es va assenyalar que la sèrie intentava evitar qualsevol mena de "subtext lesbià" entre Set i Janeway perquè es pretenia que fos vist com a "per a tota la família". La veritat és que no hi va haver cap relació romàntica entre Set i Janeway. L'acostament de Harry Kim en un moment donat, al qual ella va suggerir que es despullés per "copular", es va suggerir que era degut a la seva curiositat per les pràctiques d'aparellament humà més que no pas a cap sentiment tradicional d'atracció. Set tenia vincles romàntics amb el primer oficial Chakotay, i en els episodis finals de la sèrie es van enamorar. Quan el personatge va tornar a la sèrie Star Trek: Picard va ser retratada en una relació homosexual.
La introducció de Set a la sèrie va tenir efectes posteriors a la sèrie Star Trek: Enterprise, ja que T'Pol (interpretada per Jolene Blalock) es basava en una combinació del personatge de Set i l'Spock original de Leonard Nimoy.
Molts escriptors han comparat els esforços de Seven per tornar a la vida normal amb la desprogramació d'antics membres de culte.

### Premis i nominacions
Jeri Ryan va ser nominada en cinc ocasions als Premis Saturn per interpretar Set de Nou, guanyant el 2001 i el 2024 el Millor actriu secundària de televisió. També va guanyar el Premi Satellite a la millor actriu en sèrie de televisió dramàtica el 1999.
| Any  | Associació                  | Categoria                                                    | Sèrie              | Resultat  |
| ---- | --------------------------- | ------------------------------------------------------------ | ------------------ | --------- |
| 1998 | Premis Saturn               | Millor actriu de televisió                                   | Star Trek: Voyager | Nominat   |
| 1999 | Premis Satellite            | Millor actriu – Sèrie de televisió dramàtica                 | Star Trek: Voyager | Guanyador |
| 1999 | Premis Saturn               | Millor actriu de televisió                                   | Star Trek: Voyager | Nominat   |
| 2000 | Premis Saturn               | Millor actriu secundària de televisió                        | Star Trek: Voyager | Nominat   |
| 2001 | Premis Saturn               | Millor actriu secundària de televisió                        | Star Trek: Voyager | Guanyador |
| 2021 | Premis Saturn               | Millor paper protagonista convidat de televisió              | Star Trek: Picard  | Nominat   |
| 2024 | Premis Astra TV             | Millor actriu secundària en una sèrie dramàtica en streaming | Star Trek: Picard  | Guanyador |
| 2024 | Premis Saturn               | Millor actriu secundària de televisió                        | Star Trek: Picard  | Guanyador |
| 2024 | Superpremis Critics' Choice | Millor actriu en una sèrie de ciència-ficció/fantasia        | Star Trek: Picard  | Nominat   |